# Melita (nome)
Melita  è un nome proprio di persona italiano femminile.

## Origine e diffusione
Si tratta di un nome di matrice classica, ripreso in epoca rinascimentale o anche moderna, del nome di varie figure della mitologia greca; etimologicamente, deriva dal greco antico Μελίτη (Melítē), in latino Melita, tratto da μέλι (mèli, "miele"), e può quindi essere interpretato come "dolce come il miele".
In alcuni casi può anche essere considerato una forma femminile di Mellito, oppure un ipocoristico di Carmelita, un vezzeggiativo spagnolo di Carmela. Nel caso di Vittoria Melita, figlia della regina Vittoria, si tratta invece di una ripresa del toponimo latino dell'isola di Malta, dove ella era nata.

## Onomastico
Il nome è adespota, quindi l'onomastico si può festeggiare il 1º novembre, quando ricorre la festa di Ognissanti.

## Persone
- Melita Norwood, ex agente segreta britannica
- Melita Ruhn, ex ginnasta rumena
- Melita Toniolo, showgirl, modella, attrice, conduttrice televisiva e radiofonica italiana